# Tipula subligulata
Tipula subligulata är en tvåvingeart som beskrevs av Alexander 1941. Tipula subligulata ingår i släktet Tipula och familjen storharkrankar. Inga underarter finns listade i Catalogue of Life.